# Didier Deleule
Pour les articles homonymes, voir Deleule.
Didier Deleule, né le 24 janvier 1941 à Paris et mort le 6 février 2019 à Paris, est un philosophe et universitaire français, spécialiste de philosophie anglaise classique.

## Biographie
Il obtient en 1966 l'agrégation de philosophie. Il soutient sa thèse de doctorat d'État (Hume et la naissance du libéralisme économique) à l'université Paris-Nanterre le 2 février 1979 (mention très honorable à l'unanimité). Il commence sa carrière universitaire en qualité d'assistant de philosophie à la faculté des lettres et sciences humaines de Besançon en 1968. Puis il est maître-assistant de philosophie à l'université de Franche-Comté jusqu'en 1981.
Il est nommé professeur à l'université de Rennes I en 1981.
En  1984, il entre comme professeur de philosophie comparée des Sciences sociales à l'université Paris-Nanterre où il deviendra professeur émérite.  Président de la Société française de philosophie et directeur de la Revue de métaphysique et de morale, il a participé à la création de la revue Cités, aux côtés de  Yves Charles Zarka et de Frank Lessay. Il est membre du comité directeur de la Fédération internationale des sociétés de philosophie (FISP) de 2008 à 2018.

## Œuvre
- La Psychologie, mythe scientifique, Paris, éd. Robert Laffont, coll. « Libertés » (no 81), 1969 (trad. italienne 1971, trad. espagnole 1972).
- Le corps productif (en collaboration avec F. Guery), Paris, Mame, coll. « Repères » (no 1), 1972 (trad. espagnole 1975, trad. anglaise 2014).
- Hume et la naissance du libéralisme économique, Paris, Aubier, coll. « Analyse et raisons », 1979 (trad. italienne 1986).
- Le commentaire de textes de philosophie (en collaboration avec F. Guery et P. Osmo), série ABC du DEUG et des prépas, Nathan, 1990 (trad. espagnole 1993).
- Football : que nous apprend-il de notre vie sociale ?, Gallimard, coll. « Chouette penser ? », 2008.  (ISBN 978-2-07-061908-5) (trad. chinoise 2015).
- Francis Bacon et la réforme du savoir, Paris, Hermann, 2010.  (ISBN 2705669787)
- Regards sur le travail : Robinson, Pénélope et autres mythes, Ed. Uppr, 2016.
- Le modèle domestique en politique, sous-presse, Ed. Uppr.
- Durkheim et la (re)naissance du projet sociologique, sous-presse (Ed. Hermann)

Traductions
- HUME, Abrégé du Traité de la nature humaine, édition bilingue avec présentation et notes-commentaires, Paris, Aubier-Montaigne, 1971.
- HUME, Lettre à un ami (1745), édition bilingue avec présentation et notes, Annales Littéraires de l'Université de Besançon, Paris, Les Belles Lettres, 1977.
- HUME, Enquête sur l'entendement humain, avec présentation, dossier et commentaire, Paris, Nathan, 1982; nlle éd.  Le Livre de Poche, LGF ("Classiques de la Philosophie"), 1999.
- BERKELEY, De l'obéissance passive, avec présentation et notes, Paris, Vrin, 1982; nlle éd. (revue et corrigée), Vrin "Poche", 2002.
- BACON, Récusation des doctrines philosophiques (et autres opuscules),  traduction en collaboration avec Georges Rombi, édition bilingue (latin-français) avec Introduction et notes, Paris, PUF, coll. "Epiméthée", 1987. Nlle éd. revue et corrigée, Paris, Ed. Hermann, 2010.
- Les cyniques grecs. Lettres de Diogène er Cratès, traduction en  collaboration avec Georges Rombi accompagnée d'une "Lecture" (La besace et le bâton)  de D. Deleule, Arles, Acte Sud, coll. "Babel", 1998[3].

## Distinctions
- Chevalier des Arts et des Lettres (janvier 1989)
- Chevalier dans l'ordre des Palmes académiques (promotion du 14 juillet 2004)